# Sam Raimi
Samuel M. Raimi, ameriški režiser, scenarist, producent in občasno tudi igralec, * 23. oktober 1959 Royal Oak, Michigan, ZDA.
Najbolj znan je po režiji prvih treh filmov franšize Zlobni mrtveci (1981–danes) in filmov Spider-Man 1, Spider-Man 2 in Spider-Man 3 (2002–2007). Režiral je tudi superjunaški film Temni mož (1990), revizionistični vestern Hitri in mrtvi (1995), neo-noir kriminalni triler Preprost načrt (1998), nadnaravni triler Dar (2000), nadnaravno grozljivko V žrelu pekla (2009), Disneyjev fantazijski film Mogočni Oz (2013) in film Doktor Strange v multivesolju norosti (2022). 
Njegovi filmi so znani po zelo dinamičnem vizualnem slogu, ki ga navdihujejo stripi in slapstick komedije. Leta 1979 je ustanovil produkcijski podjetji Renaissance Pictures in leta 2002 Ghost House Pictures. Raimi je produciral tudi več uspešnih televizijskih serij, vključno z Herkul: Legendarna popotovanja, Ksena: Bojevniška princesa in Ash proti zlobnim mrtvecem z dolgoletnim prijateljem in sodelavcem Bruceom Campbellom v glavni vlogi v franšizi Zlobni mrtveci.